# Sofía Yolanda Díaz Miranda
Sofía Yolanda Díaz Miranda es una científica y docente mexicana especializada en el estudio del envejecimiento y enfermedad de Alzheimer. Es miembro del Sistema Nacional de Investigadores (SNI) nivel III-Emérito, y pertenece al Programa de Becas por Desempeño Académico de la UNAM. Ganadora del Premio Sor Juana Inés de la Cruz en 2005. Fue co-fundadora del Instituto de Neurobiología de la UNAM campus Querétaro. Dentro de sus funciones de apoyo institucional, del 2017-2022 fungió como Representante Propietaria de los Investigadores ante el Claustro de la Reforma del Estatuto del Personal Académico de la UNAM y del 2021 a marzo del 2024, tuvo la jefatura del Departamento de Neurobiología del Desarrollo y Neurofisiología del Instituto de Neurobiología de la UNAM.

## Trayectoria académica
En 1985 obtuvo el doctorado en Ciencias por la Universidad Nacional Autónoma de México (UNAM). De 1988 a 1989 realizó una estancia postdoctoral en el Boston City Hospital. Posteriormente realizó una estancia sabática en la Universidad de California, Irvine en el periodo 2001-2002. Desde 1995 es reconocida como académico UNAM nivel C y pertenece al Programa de Becas por Desempeño Académico de la UNAM. En 1989 ingresa al Sistema Nacional de Investigadores, manteniendo una estancia constante hasta lograr el máximo nivel, III.
Es fundadora del programa de posgrado en ciencias (Neurobiología) 1996 Instituto de Neurobiología de la UNAM en Juriquilla, Querétaro, y coordinadora de los Programas del Posgrado en Ciencias Fisiológicas (1992 al 2000), Neurobiologia y Biomédicas de la UNAM (1998-2000). De 1994 a 2025 es miembro de la New York Academy of Sciences y de la Society for Neuroscience. Además es miembro regular de la Academia Mexicana de Ciencias, y fue integrante del Comité de Premios Nacionales (Investigadores jóvenes y Waisman) en el periodo 2016 a 2017.
Durante su carrera científica ha dirigido más de 50 tesis (licenciatura, maestría y doctorado) y proyectos de posdoctorantes, así como más de 100 alumnos de iniciación temprana a la Investigación, ayudantes de investigación y de Servicio Social. Ha participado en cientos de congresos nacionales e internacionales y participado en programas de radio y televisión exponiendo sus líneas de investigación en apoyo a la comunidad. Como docente ha impartido numerosos cursos de licenciatura, y en posgrado de la UNAM (Ciencias Biomédicas, Biológicas y en Psicología) y diversos talleres. Como parte de su labor docente hace uso de la técnica de diafanización para la enseñanza de anatomía. Estos ejemplares también han sido utilizados en exposiciones del Consejo de Ciencia y Tecnología del Estado de Querétaro, y en la Semana del Cerebro.

## Líneas de investigación
Sus líneas de investigación involucran el estudio de factores de riesgo que afectan el desarrollo cerebral, alteraciones en el sistema límbico, envejecimiento, y enfermedad de Alzheimer. Particularmente, analiza cambios anatómicos y conductuales producidos en el sistema nervioso durante el desarrollo, malnutrición, senectud y Alzheimer. Como posible tratamiento a la enfermedad de Alzheimer estudia el efecto de la disbiosis intestinal por transferencia de la microbiota y con el tratamiento farmacógico del amyloyis (Cneur0-201), un derivado de neftaleno, sobre las células gliales hipocampales en modelos murinos humanizados (3xTg-AD y 5xFAD) y de tipo esporádico (escoplamina y estreptozotocina). El rol de citocinas proinflamatorias y senescencia prematura en células gliales del hipocampo en ratones obesos y con reto inmunológico.
Su equipo de investigación ha trabajado con un modelo murino de esquizofrenia realizando estudios conductuales y anatómicos en corteza prefrontal.

## Premios y reconocimientos
A lo largo de su trayectoria ha sido acreedora de diversos premios y reconocimientos. En 2005 fue galardonada con el Premio “Sor Juana Inés de la Cruz” por su trayectoria como docente, difusora de la cultura científica e investigadora en la UNAM. Más tarde, en 2007 obtuvo el segundo lugar como directora de tesis por el Consejo Nacional para la Enseñanza e Investigación en Psicología (CNEIP). En 2015 fue reconocida por la UNAM por 45 años de Servicios Académicos en la misma institución.

## Producción científica
Ha publicado más de 130 publicaciones nacionales (ensayos y capítulos de difusión) así como capítulos de libro internacionales y en más de 20 en revistas nacionales. Su producción internacional con más de 90 trabajos en revistas especializadas (cuyo promedio de índices de impacto es de 3.5; Quartiles 2-3, (SJR = 1-2) e índice H = 27 (29 scholar) y citas según Scopus de 2,139, Scholar 3,456, y 116 Artículos. Desde 2016 es editora asociada del Journal of Alzheimer’s Disease.
Entre sus publicaciones destacadas en los últimos 10 años, se encuentran:
- CNEURO-201, an anti-amyloidogenic agent and σ1-receptor agonist, improves cognition in the 3xTg mouse Momdel of Alzheimer’s disease by multiple actions in the pathology, doi: 10.3390/ijms26031301, 2025.
- MorphoGlia, an interactive method to identify and map microglia morphologies, unveils differences in hippocampal subregions of an Alzheimer’s disease mouse model, doi.org/10.3389/fncel.2024.1505048, 2024.
- Alzheimer´s Disease: Undersatanding Motor Impaiments, https://doi.org/10.3390/brainsci14111054, 2024.
- Neurodegenerative Diseases: Unraveling the heterogeneity of Astrocytes,https://doi.org/10.3390/cells13110921, 2024.
- Steering the Microbiota-Gut-Brain axis by antibiotics to model neuro-immune-endocrine disorders, doi: 10.1159/000538927, 2024.
- Advancing Alzheimer's Therapeutics: Exploring the Impact of 2 Physical Exercise in Animal Models and Patients, https://doi.org/10.3390/cells12212531 1, 2023.
- Effects of Voluntary Physical Exercise on the Neurovascular Unit in a Mouse Model of Alzheimer’s Disease, https://doi.org/10.3390/ijms241311134. 2023.
- Alzheimer’s disease: an updated look from its genetics, https://doi.org/10.3390/ijms24043754. 2023.
- Chronic-Antibiotics Induced Gut microbiota Dysbiosis Recues Memory Impairment and Reduces β-amyloid aggregation in a preclinical Alzheimer’s disease model, https://doi.org/10.3390/ijms23158209. 2022.
- Postnatal exposure to lipopolysaccharide combined with high-fat diet consumption induces immune tolerance without prevention in spatial working memory impairment. https://doi.org/10.1016/j.bbr.2022.113776. 2022.
- Microglia sensitization in postnatal stage by lipopolysaccharide causes resistance to weight gain and working memory impairment in a model of mice fed a high-fat diet, doi: 10.1016/j.bbr.2022.113776. 2022.
- Oxidative stress, immune response, synaptic plasticity, and cognition in transgenic models of Alzheimer's disease, Doi: 10.1016/j.nrl.2019.06.002, 2022.
- Effect of the high-fat and high fructose diet on recognition memory and its correlation to the GABA-Glutamine-Glutamate cycle in the hippocampus and prefrontal cortex of C57BL/6 adult male mice, 2021.
- A new naphthalene derivative with anti-amyloidogenic activity as potential therapeutic agent for Alzheimer’s disease, 2020.
- Morris water maze overtraining increases the density of thorny excrescences in the basal dendrites of CA3 pyramidal neurons, 2020.
- Primary motor cortex alterations in Alzheimer disease: A study in the 3xTg-AD model, 2019.
- Bioactive food can abate metabolic and synaptic alterations by modulating the 1 brain-gut axis in a mouse model of Alzheimer´s disease, 2018.
- Tibolone modulates neuronal plasticity through regulating Tau, GSK3β/Akt/PI3K pathway and CDK5 p35/p25 complexes in the hippocampus of aged male mice, 2017.
- Palatable hyper-caloric foods impact on neuronal plasticity, 2017.
- Fibrillar Amyloid-β accumulation triggers an inflammatory mechanism leading to hyperphosphorylation of the carboxyl-terminal end of Tau polypeptide in the hippocampal formation of the 3×Tg-AD transgenic mouse, 2016.
- Spatial Memory Impairment is Associated with Intraneural Amyloid-beta Immunoreactivity and Dysfunctional Arc Expression in the Hippocampal-CA3 Region of a Transgenic Mouse Model of Alzheimer’s Disease, 2016.
- Hippocampal Synaptic Expansion Induced by Spatial Experience in Rats Correlates with an Improvement on Information Processing in the Hippocampus, 2015.
- Nutrition and Prevention of Alzheimer's Disease, 2015.

Ha escrito artículos de investigación donde explica la relación entre cambios estructurales en el cerebro en desarrollo, así como el uso del modelo murino para el uso de tratamientos en la enfermedad de Alzheimer.
Artículos de Difusion (2024-25)
- El cerebro y los sentidos, combatiendo el miedo a la desconocido, https://www.gaceta.unam.mx/el-cerebro-y-los-sentidos-combatiendo-el-miedo-a-lo-desconocido, 2024.
- Trabajando para el olvido: El estrés laboral crónico como riesgos para el Alzheimer. H. Martínez Orozco, S. Y. Díaz Miranda. La Lupa (Historias que cuentan). Desde la UNAM ,https://lalupa.mx/category/aula-magna/desde-la-unam/. Querétaro, 2024.
- Ejercicio y Alzheimer: Del laboratorio al humano, del músculo al cerebro, https://www.campusjuriquilla.unam.mx/cac/gaceta/. Capítulo 9, Pags 9-11. 2025